# علي بن شويل القرني
علي بن أحمد بن شويل القرني أكاديمي سعودي وعضو في مجلس الشورى السعودي منذ تعيينه بأمر ملكي في 1 ربيع الأول، 1442هـ الموافق لـ19 اكتوبر 2020م. والقرني بروفيسور في الإعلام، ومتخصص في الصحافة والإعلام الدولي.
وكان الدكتور القرني يشغل منصب المستشار رئيس قسم الإعلام والاتصال، والمشرف على صحيفة آفاق بجامعة الملك خالد. وكان أيضا رئيساً لمجلس إدارة الجمعية السعودية للإعلام والاتصال لفترتين متتاليتين، حيث شارك في تأسيس الجمعية وتطوير أعمالها ونشاطاتها للست السنوات الأولى من تأسيسها. ولدى الدكتور القرني كتاب مؤلّف عن (الخطاب الإعلامي: السعودي والعربي نموذجاً)، إضافة إلى ترجمته كتاباً عن (أساليب التحليل الإعلامي: تعددية الرؤية المنهجية)، وقد أنجز حوالي عشرين بحثاً ودراسة في الصحافة والخطاب الإعلامي والإعلام الدولي. كما عمل مشرفاً على كرسي صحيفة الجزيرة للصحافة الدولية، مشرفا على صحيفة رسالة الجامعة، إضافة إلى عمله مستشاراً في عدد من المؤسسات الإعلامية.

## المؤهلات العلمية
- دكتوراه من جامعة منيسوتا، الولايات المتحدة الأمريكية، وعنوان الرسالة: «الاعلام والصراع الاجتماعي: دراسة مقارنة لكيفية التعامل مع الصراع الاجتماعي من منظور أنظمة سياسية واجتماعية مختلفة»

- ماجستير من جامعة أوهايو بالولايات المتحدة الأمريكية، وعنوان الرسالة: «تغطية أخبار الشرق الأوسط في الصحافة الأمريكية: تحليل مضمون للنيويورك تايمز، واشنطن بوست، وول ستريت جورنال».
- بكالوريوس صحافة، قسم الاعلام، جامعة الملك سعود، وكان مشروع مشروع التخرج عن «الإعلام الإسرائيلي».

## الإنتاج العلمي
1. كتاب «زيفية الأشياء: تلوث الحواس في عصر الإتصال الجماهيري»، نادي ابها الأدبي: دار الإنتشار، بيروت، 2018.
2. كتاب «الإعلام الجديد: من الصحافة التقليدية إلى الإعلام الاجتماعي وصحافة المواطن»، مطابع هلا (شركة توزيع الجريسي)، الرياض، 2011م.
3. كتاب «السمات التحريرية للصحافة السعودية: الدراسة الدورية الشاملة الأولى». كرسي صحيفة الجزيرة للصحافة الدولية: جامعة الملك سعود، الرياض. 2011م.
4. كتاب «الخطاب الإعلامي: العربي والسعودي نموذجا»،  مطبعة الجريد، الرياض، 2002م.
5. كتاب "أساليب التحليل الاعلامي: تعددية الرؤية المنهجية، كتاب مترجم، دار الشبل: الرياض 1995.
6. محرر مشارك في عدد خاص عن «الاعلام بعد الربيع العربي» في مجلة علمية باللغة الإنجليزية (Media Global Journal)  في جامعة بوردو الأمريكية، 2013م.
7. كتاب «الإعلام الجديد: من الصحافة التقليدية إلى الإعلام الاجتماعي وصحافة المواطن».[5]
8. حوالي ثلاثين بحثا عن الصحافة والخطاب الإعلامي في دوريات علمية محلية ودولية.

## الأعمال والخبرات
- عضو مجلس الشورى اعتباراً من 1 ربيع الأول 1442هـ.
- رئيس قسم الإعلام والاتصال بجامعة الملك خالد.[6][7]
- رئيس مجلس إدارة الجمعية السعودية للإعلام والإتصال،  ثلاث فترات.[8]
- المستشار بالمكتب الإعلامي بديوان سمو ولي العهد  الأمير سلطان بن عبدالعزيز، 1426- 1432هـ 2005-2011م.
- المشرف على المشروع الوطني لدراسة العلاقة بين وسائل الإعلام والأجهزة التنفيذية للدولة، الجمعية السعودية للإعلام والاتصال، وزارة التعليم العالي،
- المشرف على تأسيس ورئيس قسم الاعلام والاتصال بجامعة الملك خالد.
- عضو مجلس إدارة جائزة الصحافة العربية، دبي، 2010م- 2012م.
- رئيس اللجنة الإعلامية في تدشين افتتاح مركز الملك عبد الله العالمي للحوار بين أتباع الأديان والثقافات، فيينا، النمسا 2012م.
- المشرف على كرسي صحيفة الجزيرة للصحافة الدولية بجامعة الملك سعود
- المدير الإقليمي لمؤسسة عكاظ الصحافية بالمنطقة الوسطى.
- المدير التنفيذي للدراسات التأسيسية لصحيفة الوطن.
- نائب الملحق الثقافي السعودي في المملكة المتحدة وأيرلندا.
- كتابات صحافية منتظمة في عدد من الصحف والمجلات: الجزيرة، الرياض، عكاظ، الدعوة، اليمامة، البيان الأماراتية وغيرها.
- مشرف ومناقش على رسائل ماجستير ودكتوراة في مجال الاعلام بجامعة الملك سعود، وجامعة الإمام محمد بن سعود الإسلامية، وجامعة الملك عبد العزيز وجامعة نايف العربية للعلوم الأمنية وجامعات خليجية.

## وصلات خارجية
- موقع مجلس الشورى السعودي الرسمي.
- معرض صور مجلس الشورى السعودي[وصلة مكسورة].